# To Alaska Via the Great Rivers of the North
To Alaska Via the Great Rivers of the North è un documentario del 1914. Il nome del regista non viene riportato.

## Produzione
Il documentario fu prodotto dalla Essanay Film Manufacturing Company e venne girato in Canada, nell'Alberta, sul fiume Athabasca.

## Distribuzione
Distribuito dalla General Film Company, il film - un cortometraggio di una bobina - uscì nelle sale cinematografiche USA il 17 febbraio 1914.